# Emington (Illinois)
Emington est un village du comté de Livingston dans l'Illinois, aux États-Unis,. Le village est situé au nord-est du comté.

## Démographie
Lors du recensement de 2010, le village comptait une population de 117 habitants. Elle est estimée, en 2016, à 112 habitants.

### Source de la traduction
- (en) Cet article est partiellement ou en totalité issu de l’article de Wikipédia en anglais intitulé « Emington, Illinois » (voir la liste des auteurs).